# Anna Hutchison
Anna Hutchison (* 8. února 1986 Auckland) je novozélandská herečka.
V televizi debutovala v roce 2002 v novozélandské mýdlové opeře Shortland Street, kde působila do roku 2004. I v dalších letech se objevila v místní televizní produkci. Roku 2006 kromě toho hrála v americkém televizním filmu Wendy Wu: Bojovnice proti zlu, roku 2008 se představila v seriálech Power Rangers Jungle Fury a Tajemství Pravdy. O rok později hrála hlavní roli v australské show Ostré jako břitva a v letech 2009–2012 působila v novozélandském seriálu Go Girls. Roku 2012 se představila v hororovém snímku Chata v horách a v následujícím roce se objevila ve třetí řadě seriálu Spartakus.